# Ernst Baumeister
Ernst Robert Baumeister (n. Favoriten, Viena, Austria, 22 de enero de 1957) es un exfutbolista y actual entrenador austriaco, que jugaba de mediocampista y militó en diversos clubes de Austria.

## Selección nacional
Con la Selección de fútbol de Austria, disputó 39 partidos internacionales y anotó solo un gol. Incluso participó con la selección austriaca, en 2 ediciones de la Copa Mundial. La primera participación de Baumeister en un mundial, fue en la edición de Argentina 1978 y la segunda fue en España 1982, donde su selección quedó eliminado, en la segunda fase de ambas citas mundialistas.

### Participaciones en Copas del Mundo
| Mundial                        | Sede      | Resultado    |
| ------------------------------ | --------- | ------------ |
| Copa Mundial de Fútbol de 1978 | Argentina | Segunda Fase |
| Copa Mundial de Fútbol de 1982 | España    | Segunda Fase |

## Clubes
| Club                  | País    | Año       |
| --------------------- | ------- | --------- |
| Austria Viena         | Austria | 1974-1987 |
| Admira Wacker Mödling | Austria | 1987-1989 |
| Kremser SC            | Austria | 1990      |
| LASK Linz             | Austria | 1990-1992 |